# Michał Heller
Michał Kazimierz Heller, né le 12 mars 1936 à Tarnów, en Pologne, est professeur de philosophie à l’Université pontificale Jean-Paul II de Cracovie (Pologne), et membre associé de l’équipe de l’Observatoire du Vatican. Il est également conférencier en philosophie des sciences et en logique de l’Institut de théologie de Tarnów. Prêtre catholique romain relevant du diocèse de Tarnów, Heller fut ordonné en 1959.

## Carrière
Michał Heller est diplômé de l’université catholique de Lublin, où il a obtenu un master en philosophie en 1965 et doctorat de cosmologie physique en 1966.
Après avoir commencé une carrière d’enseignant à Tarnów, il rejoint la faculté de l’Académie pontificale de théologie en 1972, et fut nommé professeur à plein temps en 1985. Récipiendaire d’un diplôme honoraire de l’université technique de Cracovie, il devint professeur invité à l’université catholique de Louvain, en Belgique, ainsi que scientifique invité à l’université de Liège, en Belgique, à l’université d’Oxford et à l’université de Leicester, en Angleterre, à l’université de la Ruhr à Bochum, en Allemagne, à l’université catholique d'Amérique et à l’université d’Arizona, aux États-Unis, entre autres. Le Dr Heller est membre de l’Académie pontificale des sciences.
Ses recherches actuelles portent sur le problème de la singularité en relativité générale et l’utilisation d’une géométrie non commutative dans la recherche d’unification de la Relativité générale avec la mécanique quantique. Il a publié près de 200 articles scientifiques non seulement sur la Relativité générale et la cosmologie relativiste, mais également en philosophie, en histoire des sciences, en sciences et en théologie. Il est également auteur de plus de 20 ouvrages. Dans son livre „La physique est-elle un art ?” (Biblos, 1998), il écrit sur des sujets comme les mathématiques en tant que langage des sciences, et explore des problèmes humanistes tels que la beauté comme critère de la vérité, la créativité et la transcendance.
En mars 2008, Heller a reçu le Prix Templeton de 1,6 million de dollars (1,3 million d’euros) pour ses recherches extensives sur les „grandes questions” philosophiques et scientifiques. Son travail a cherché à réconcilier „le monde scientifique connu avec la dimension méconnaissable de Dieu.”.
Heller a prévu d’investir l’argent du prix dans la création d’un institut de recherche baptisé en l’honneur de Nicolas Copernic, et destiné à la réconciliation entre la science et la théologie. En commentaire de sa nomination au Templeton Prize, Heller a dit :

« Si nous nous interrogeons sur l’Univers, nous devons nous interroger sur les causes des lois mathématiques. Ce faisant, nous revenons au grand plan initial de Dieu lorsqu’il songe à l’Univers. La question de la causalité ultime : pourquoi y a-t-il quelque chose plutôt que rien ?
Lorsque nous nous posons cette question, nous ne nous interrogeons pas sur une cause semblable à n’importe quelle autre. Nous nous interrogeons sur la cause à l’origine de toutes les autres causes possibles.
La science n’est que l’effort collectif de l’esprit humain pour lire dans l’esprit de Dieu à partir de points d’interrogation dont nous-même et le monde semblons être faits. »

En 2012, il a reçu le titre de docteur honoris causa de l’université Jagellonne de Cracovie.

## Source
- (en) Cet article est partiellement ou en totalité issu de l’article de Wikipédia en anglais intitulé « Michal Heller » (voir la liste des auteurs).